# Liste der Baudenkmäler in Sprockhövel

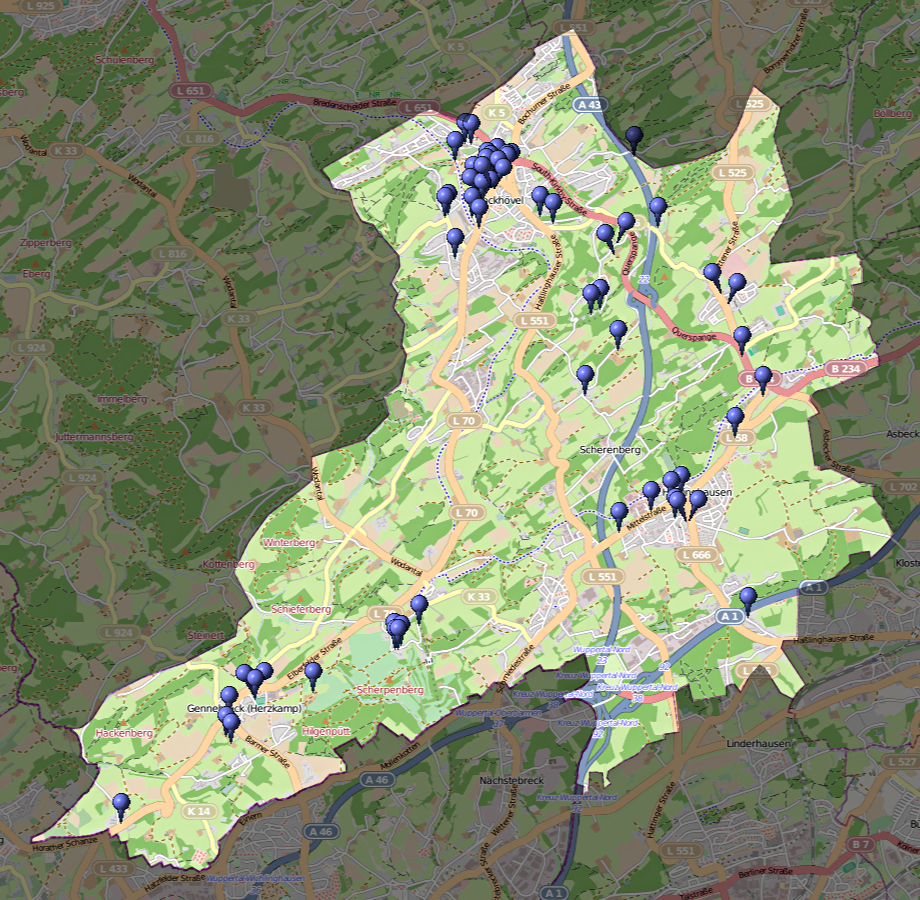
Lagekarte aller Baudenkmäler in Sprockhövel

Die Liste der Baudenkmäler in Sprockhövel enthält die denkmalgeschützten Bauwerke auf dem Gebiet der Stadt Sprockhövel im Ennepe-Ruhr-Kreis in Nordrhein-Westfalen (Stand: August 2017). Diese Baudenkmäler sind in der Denkmalliste der Stadt Sprockhövel eingetragen; Grundlage für die Aufnahme ist das Denkmalschutzgesetz Nordrhein-Westfalen (DSchG NRW).

## Baudenkmäler
Baudenkmäler sind „Denkmäler, die aus baulichen Anlagen oder Teilen baulicher Anlagen bestehen“. Die Denkmalliste der Stadt Sprockhövel umfasst 64 Baudenkmäler, darunter je zehn Höfe und Wohnhäuser, je drei Kirchen und Wohn- und Geschäftshäuser, je zwei Bahnhöfe, Geschäftshäuser, öffentliche Gebäude und Industrieanlagen sowie eine Brücke. Von den insgesamt 59 Baudenkmälern befinden sich 32 in Niedersprockhövel, 14 in Gennebreck, neun in Haßlinghausen, fünf in Hiddinghausen sowie vier in Obersprockhövel. Außerdem ist ein Baudenkmal in Niedersprockhövel wieder aus der Denkmalliste gestrichen worden.
Die Liste umfasst, falls vorhanden, eine Fotografie des Denkmals, als Bezeichnung den Namen bzw. kursiv den Gebäudetyp, die Ortschaft, in der das Baudenkmal liegt, und die Adresse sowie die Eintragungsnummer der unteren Denkmalbehörde der Stadt Sprockhövel. Abkürzungen wurden zum besseren Verständnis aufgelöst, die Typografie an die in der Wikipedia übliche angepasst und Tippfehler korrigiert.
| Bild                                               | Bezeichnung                                                    | Lage | Beschreibung | Bauzeit               | Eingetragen seit   | Denkmal- nummer |
| -------------------------------------------------- | -------------------------------------------------------------- | --- | --- | --------------------- | ------------------ | --------------- |
| weitere Bilder                                     | Malakow-Turm der ehemaligen Zeche Alte Haase                   | Niedersprockhövel Hattinger Straße 39 Karte | gilt als jüngster und einziger südlich der Ruhr gelegener Malakow-Turm des Ruhrbergbaus | 1897                  | 5. Juli 1983       | 1               |
| ehemalige Heimbandwirkerei                         | ehemalige Heimbandwirkerei                                     | Gennebreck Barmer Straße 20 Karte | |                       | 7. April 1983      | 2               |
| weitere Bilder                                     | ehemaliger Schultenhof Leveringhaus                            | Niedersprockhövel Hauptstraße 13 Karte | Fachwerkhaus; der 1815 bei einer Jubelfeier zur Niederringung Napoleons abgebrannte Vorgängerbau war ab dem 16. Jh. Sitz des Schulten, im 19. Jh. wohnte Henriette Davidis zeitweise im Haus | ab 1815               | 11. April 1983     | 3               |
| weitere Bilder                                     | ehemalige Kirche und Schulhaus                                 | Haßlinghausen Dorfstraße 13 Karte | verputztes massives Bruchsteingebäude, „Kapellenschule“ genannt, als Schul- und Bethaus von der Bauerschaft Haßlinghausen errichtet, ursprünglich Lehrerwohnung und Klassenraum im Untergeschoss, Betraum im Obergeschoss mit Tonnengewölbe, turmähnlicher Gebäudeteil mit seitlichen Gefängniszellen später angebaut, im 20. Jh. zu Wohnzwecken umgebaut, 1986 von der Stadt an Privat verkauft, 2008 rückerworben, seit 2009 u. a. als Bürgerbegegnungsstätte genutzt                                                                           | 1785–1804             | 11. April 1983     | 4               |
| weitere Bilder                                     | Hof Beckmann                                                   | Niedersprockhövel Hiddinghauser Straße 5 Karte                                                                                                 | |                       | 6. Mai 1983        | 5               |
| weitere Bilder                                     | evangelische Kirche Niedersprockhövel                          | Niedersprockhövel Hauptstraße 11 Karte | spätbarocker Sakralbau, der an Stelle eines baufälligen mittelalterlichen Vorgängerbaus errichtet wurde, welsche Haube von 1890 | 1785                  | 6. Juni 1983       | 6               |
| weitere Bilder                                     | Hofanlage Großer Siepen                                        | Gennebreck Großer Siepen 3 Karte | bereits im Mittelalter bedeutender, im Bereich Herzkamp am Hilgenpütt gelegener Hof; Hauptgebäude 1913 abgebrannt, erhalten blieben ein Speicherbackhaus („Garnkasten“ genannter Speicher von 1501 mit später angefügtem Backofen), eine quertennige Fachwerkscheune (1507), ein Haferkasten („Kornkasten“ von 1597 mit später angefügtem weiterem Speicher), ein Altenteiler-Fachwerkwohnhaus (1695) und das „Bleich(er)haus“ (19. Jh.) – später ergänzt durch Denkmal-Nr. 18; Hoflage heute weitgehend umschlossen vom Golfplatz Felderbach     | 1501 und später       | 2. September 1983  | 7               |
| weitere Bilder                                     | Haus Heine                                                     | Niedersprockhövel Hauptstraße 4 Karte | teilweise schieferverkleidetes Fachwerkhaus, im 19. Jh. mehrere Jahre Wohnort und Wirkungsstätte von Henriette Davidis („Mädchenarbeitsschule“), heute als Gaststätte und Wohnhaus genutzt | um 1830               | 7. November 1983   | 8               |
| weitere Bilder                                     | evangelische Kirche Herzkamp                                   | Gennebreck Elberfelder Straße 143 Karte | | 1862                  | 26. Juli 1984      | 9               |
| weitere Bilder                                     | ehemalige Pfarrschule                                          | Niedersprockhövel Hauptstraße 10 Karte | Fachwerkgebäude mit Sandsteinsockel, verschieferten Wetterseiten und Krüppelwalmdach | 1827                  | 26. Oktober 1984   | 10              |
| weitere Bilder                                     | Gaststätte, Wohn- und Geschäftshaus mit Nebengebäude           | Niedersprockhövel Hauptstraße 12 Karte | |                       | 30. Oktober 1984   | 11              |
| weitere Bilder                                     | Fachwerkhaus                                                   | Niedersprockhövel Hauptstraße 12b Karte | |                       | 30. Oktober 1984   | 12              |
| weitere Bilder                                     | Steinbeck’sches Haus                                           | Niedersprockhövel Hauptstraße 14 Karte | |                       | 26. Oktober 1984   | 13              |
| weitere Bilder                                     | Gasthaus Dorfkrug (Stöter-Tillmann)                            | Niedersprockhövel Hauptstraße 16 Karte | Gebäude mit Fachwerkschauseite und Anbau | Anfang 19. Jh.        | 30. Oktober 1984   | 14              |
| weitere Bilder                                     | ehemaliger Bahnhof Schee                                       | Gennebreck Eisenbahnstraße 7–11 Karte | verschiefertes Bahnhofsgebäude an der ehem. Bahnstrecke Wuppertal-Wichlinghausen–Hattingen und der Bahnstrecke Schee–Silschede | 1884                  | 29. Oktober 1984   | 15              |
| weitere Bilder                                     | Fachwerkgebäude                                                | Niedersprockhövel Brinkerstraße 43 Karte | |                       | 25. November 1997  | 16              |
| weitere Bilder                                     | Kernsches Haus                                                 | Niedersprockhövel Kirchplatz 3 Karte | z. T. verkleidetes Fachwerkhaus mit barocken Schmuckelementen, ältestes Gebäude im Ortskern Niedersprockhövels | Anfang 17. Jh.        | 6. November 1984   | 17              |
| weitere Bilder                                     | Hofanlage Großer Siepen, zusätzliche denkmalwerte Bestandteile | Gennebreck Großer Siepen Karte | Haferkasten (siehe Denkmal-Nr. 7) | 1597                  | 7. Oktober 1985    | 18              |
| weitere Bilder                                     | Haus Wassermann                                                | Hiddinghausen Wittener Straße 131 Karte | verschiefertes Wohnhaus im bergischen Stil nahe Rennebaum (Grenze Hiddinghausen/Haßlinghausen), Anwesen auch als „(Gut) Oberleveringhausen“ bezeichnet, Abspliss des nordöstlich gelegenen ehem. Hiddinghauser Schultenhofs Leveringhausen (nicht identisch mit Denkmal-Nr. 3 in Niedersprockhövel), um 1790 erbaut von Franz Giesler (Rentmeister und während der napoleonischen Besetzung „Bürgermeister“ der Mairie Haßlinghausen), Geburtshaus der Freiheitskämpferin und Frauenrechtlerin Mathilde Franziska Anneke geb. Giesler (1817–1884) | um 1790               | 24. Oktober 1986   | 19              |
| weitere Bilder                                     | ehemaliger Bahnhof Sprockhövel                                 | Niedersprockhövel Bahnhofstraße 3 Karte | Bahnhofsgebäude aus Ruhrsandstein an der ehem. Bahnstrecke Wuppertal-Wichlinghausen–Hattingen | 1884                  | 5. März 1987       | 20              |
| Hof Koether                                        | Hof Koether                                                    | Gennebreck Elberfelder Straße 252 Karte | im Bereich „Horath“ |                       | 12. August 1987    | 21              |
| Hof Kissler                                        | Hof Kissler                                                    | Gennebreck Auf dem Schee 2 Karte | |                       | 12. August 1987    | 22              |
| Fachwerkgebäude                                    | Fachwerkgebäude                                                | Obersprockhövel Sirrenbergstraße 63 Karte | „Im Siepen“ |                       | 6. April 1998      | 23              |
| Hof Overkamp                                       | Hof Overkamp                                                   | Gennebreck Auf dem Schee 1 Karte | |                       | 20. Oktober 1988   | 24              |
| ehemaliges Landarbeiterhaus der Hofanlage Overkamp | ehemaliges Landarbeiterhaus der Hofanlage Overkamp             | Gennebreck Auf dem Schee 3 Karte | |                       | 20. Oktober 1988   | 25              |
| „Backes“ auf dem Hof Sirrenberg                    | „Backes“ auf dem Hof Sirrenberg                                | Gennebreck Auf dem Schee 8 Karte | ehem. Backhaus | 1521                  | 20. Oktober 1988   | 26              |
| weitere Bilder                                     | Juwermanns Haus                                                | Haßlinghausen Im Dorf 3 Karte | Fachwerkhaus, Wohnteil von 1775, jüngerer Wirtschaftstrakt mit Längsdeele | 1775                  | 28. Juli 1992      | 27              |
| weitere Bilder                                     | Wohnhaus der Hofanlage                                         | Obersprockhövel Kreftingstraße 1 Karte | verschiefertes repräsentatives Wohnhaus des Hofs „Unterste Pöting“, ursprünglich ein Kotten/Nebenhof des mittelalterlichen, 1319 erstmals urkundlich erwähnten „Guts Pöting“, 1852 als Wohnhaus neu gebaut von Wilhelm „Kuxen-Wilm“ Hiby (1810–1888, Bürgermeistersohn, Landwirt und Anteilseigner mehrerer Bergwerke), nach einem Brand 1896 von dessen Schwiegertochter Julie Hiby geb. Stein in bergischer Bauweise und klassizistischem Stil neu errichtet; seit den 1990er Jahren agrotouristisch genutzt (Gästezimmer, Ferienwohnung)       | 1896                  | 13. November 1993  | 28              |
| weitere Bilder                                     | Hof „Am Holte“                                                 | Niedersprockhövel Hölterstraße 57 Karte | |                       | 22. Februar 1995   | 29              |
| weitere Bilder                                     | Wohnhaus                                                       | Niedersprockhövel Hauptstraße 85 Karte | Fachwerkhaus „Am Grevendiek“ mit altem Brunnen und Gewölbekellern, heute Sprockhöveler Heimatstube im Erdgeschoss | um 1800               | 17. Juni 1995      | 30              |
| weitere Bilder                                     | Nebengebäude der Hofstelle                                     | Obersprockhövel Auf der Gethe 4 Karte | Hof „Obere Gethe“ |                       | 29. September 1995 | 31              |
| weitere Bilder                                     | Wohnhaus der Brennerei                                         | Hiddinghausen Wittener Straße 174 Karte | |                       | 27. September 1995 | 32              |
| weitere Bilder                                     | ehemalige Werkstatt mit Wohnhaus                               | Niedersprockhövel Siepen 17 Karte | im Bereich der „Ibachs Mühle“ |                       | 27. September 1995 | 33              |
| Fachwerkgebäude                                    | Fachwerkgebäude                                                | Gennebreck Barmer Straße 16 Karte | |                       | 12. März 1996      | 34              |
| weitere Bilder                                     | Fachwerkgebäude, verschalt                                     | Haßlinghausen Im Dorf 1 Karte | | 18. Jh.               | 10. Oktober 1996   | 35              |
| weitere Bilder                                     | Destillerie und Brennerei Habbel                               | Haßlinghausen Gevelsberger Straße 127 Karte | |                       | 21. Mai 1997       | 36              |
| weitere Bilder                                     | Bruchsteingebäude                                              | Niedersprockhövel Goethestraße 7 (vormals: Wuppertaler Straße 34) Karte                                                                        | |                       | 6. April 1998      | 37              |
| weitere Bilder                                     | Haupthaus und ehemalige Scheune                                | Niedersprockhövel Hauptstraße 30 Karte | |                       | 27. November 1998  | 38              |
| weitere Bilder                                     | Wohnhaus für den Steinbruch                                    | Niedersprockhövel Obersohler Weg 22 Karte | |                       | 21. Januar 2000    | 39              |
| weitere Bilder                                     | Villa                                                          | Hiddinghausen Wittener Straße 172 Karte | |                       | 19. Juli 2000      | 40              |
| weitere Bilder                                     | Massivbau                                                      | Haßlinghausen Mittelstraße 8 Karte | klassizistisches Bruchsteinhaus „An der Strippe“, Praxisräume im Haus seit dem 19. Jh. von verschiedenen Medizinern genutzt, daher auch „Doktorhaus“ genannt | 1856                  | 4. Oktober 2000    | 41              |
| weitere Bilder                                     | Massivbau                                                      | Haßlinghausen Mittelstraße 16 Karte | |                       | 19. September 2001 | 42              |
| weitere Bilder                                     | Fachwerkgebäude                                                | Haßlinghausen Wittener Straße 71 Karte | straßenseitig vollverschieferte Fassade mit Elementen des Bergischen Barock | zweite Hälfte 19. Jh. | 29. November 2001  | 43              |
| weitere Bilder                                     | Massivbau, verputzt                                            | Niedersprockhövel Friedrichstraße 5 Karte | |                       | 7. Januar 2002     | 44              |
| BW                                                 | Fachwerkgebäude                                                | Obersprockhövel Sirrenbergstraße 59 Karte | „Im Grafenberg“ Von öffentlichem Grund aus nicht einsehbar |                       | 12. Juni 2002      | 45              |
| weitere Bilder                                     | Massivbau                                                      | Haßlinghausen Mittelstraße 36 Karte | |                       | 20. November 2002  | 46              |
| Fachwerkgebäude                                    | Fachwerkgebäude                                                | Haßlinghausen Mittelstraße 74 Karte | |                       | 20. November 2002  | 47              |
| weitere Bilder                                     | Schieferhaus                                                   | Niedersprockhövel Hauptstraße 27 Karte | |                       | 20. November 2002  | 48              |
| weitere Bilder                                     | Massivbau, verputzt                                            | Niedersprockhövel Friedrichstraße 3 Karte | |                       | 28. November 2002  | 49              |
| weitere Bilder                                     | massiver Putzbau                                               | Hiddinghausen Wittener Straße 108 Karte | Wohnhaus im historistischen Stil, errichtet von der Bergwerksgesellschaft Deutschland (später Constantin d. Gr., vgl. Zeche Deutschland) | 1911                  | 3. April 2003      | 50              |
| weitere Bilder                                     | Fachwerkbau                                                    | Gennebreck Zum Sportplatz 12 Karte | als Herzkämper Schulbethaus errichtetes teilverschiefertes Fachwerkgebäude, Keimzelle der ev. Kirchengemeinde | 1750                  | 3. April 2003      | 51              |
| weitere Bilder                                     | Fachwerkbau                                                    | Gennebreck Zum Sportplatz 10c Karte | |                       | 24. April 2003     | 53              |
| weitere Bilder                                     | Fachwerkbau                                                    | Gennebreck Zum Sportplatz 14 Karte | |                       | 24. April 2003     | 54              |
| weitere Bilder                                     |                                                                | Niedersprockhövel Friedrichstraße 7 Karte | |                       | 16. März 2004      | 55              |
| weitere Bilder                                     | Wohngebäude                                                    | Niedersprockhövel Alte Mühlenstraße 45 Karte                                                                                                   | |                       | 20. April 2004     | 56              |
| weitere Bilder                                     | Bruchsteingebäude                                              | Niedersprockhövel Obersohler Weg 9 Karte | heute „Sirrenberg-Ranch“ genannt |                       | 4. April 2005      | 57              |
| weitere Bilder                                     | ehemalige Zeche Alte Haase                                     | Niedersprockhövel Hattinger Straße Karte | Backstein-Gebäudekomplex aus der Zeit der Tiefbauzeche (Ende 19. Jh. bis 20. Jh.), heute überwiegend gewerblich genutzt | 19. Jh.               | 30. Mai 2005       | 58              |
| weitere Bilder                                     | Fachwerkgebäude                                                | Niedersprockhövel Zum Pleßbach 50 Karte | zweigeschossiges Fachwerkwohnhaus für Arbeiter und Angestellte, zum ehem. Krüner’schen Hammerwerk (Betrieb 1807–1885) am Pleßbach gehörig | 19. Jh.               | 10. Mai 2007       | 59              |
| weitere Bilder                                     | Brückenbauwerk „Riepelsiepen“                                  | Niedersprockhövel Wirtschaftsweg zw. den Straßen Hölteregge im Westen (mit Zuwegung Hof Riepelsiepen/Hölterstr.) und Alte Haase im Osten Karte | Brücke aus Ruhrsandstein über die ehem. Bahnstrecke Wuppertal-Wichlinghausen–Hattingen, errichtet beim Bau der Strecke zur Verbindung des Hofes „Im Riepelsiepen“ mit seinen Ländereien, Weg über die 2008 sanierte Brücke für Fußgänger nutzbar | 1884                  | 18. Juni 2007      | 60              |
| weitere Bilder                                     |                                                                | Hiddinghausen Zum Schlößchen 1 Karte | |                       | 26. Mai 2008       | 61              |
| weitere Bilder                                     |                                                                | Niedersprockhövel Hattinger Straße 7 Karte | |                       | 17. November 2009  | 62              |
| weitere Bilder                                     |                                                                | Niedersprockhövel Hibbelweg 58a Karte | |                       | 23. April 2012     | 63              |
| weitere Bilder                                     | ehem. Villa Graefer                                            | Niedersprockhövel Bochumer Straße 31 Karte | |                       | 5. Dezember 2014   | 64              |
| weitere Bilder                                     |                                                                | Niedersprockhövel Sirrenbergstraße 51 Karte | |                       | 18. Mai 2015       | 65              |

## Ehemalige Baudenkmäler
| Bild | Bezeichnung     | Lage                                       | Beschreibung         | Bauzeit | Eingetragen seit                     | Denkmal- nummer |
| ---- | --------------- | ------------------------------------------ | -------------------- | ------- | ------------------------------------ | --------------- |
| BW   | Fachwerkgebäude | Niedersprockhövel Bochumer Straße 47 Karte | durch Neubau ersetzt |         | 3. April 2003 gelöscht: 2. Jan. 2006 | 52              |